# 湯胤勣
湯胤勣（?—?），字公讓。明朝开国元勋汤和的曾孙，明朝军事人物。
湯胤勣善于文笔，颇有才气。江南巡抚、尚书周忱请他做文，湯胤勣即席下笔，成万言书。周忱遂向兵部侍郎于谦推荐。于谦向其询问古今兵事，湯胤勣对答如流。英宗封锦衣卫百户。天順年间，湯胤勣被告发受贿，下狱并废为平民。成化初年，复出并担任都指挥佥事、延绥东路参将，出镇孤山堡。当时兵事紧急，湯胤勣奏请铸城聚粮，增兵守卫。奏折未报，敌军已经到来。湯胤勣虽重病，仍坚持上马作战，后中埋伏而死。